# 马利科尔奈
马利科尔奈（法語：Malicornay，法語發音：[malikɔʁnɛ]）是法国安德尔省的一个市镇，位于该省南部，属于拉沙特尔区。

## 地理
马利科尔奈（46°34'32"N, 1°38'49"E）面积16.31 平方千米，位于法国中央-卢瓦尔河谷大区安德尔省，该省份为法国中部省份，北起卢瓦-谢尔省，西北接安德尔-卢瓦尔省，西南接维埃纳省，南至克勒兹省和上维埃纳省，东临谢尔省。
与马利科尔奈接壤的市镇（或旧市镇、城区）包括：沙万、马耶、莫奈、奥尔塞讷、波米耶。

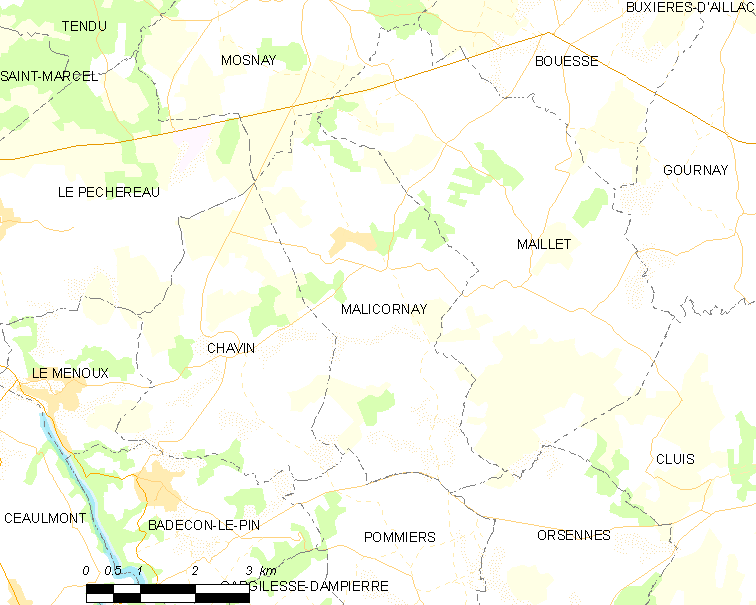
马利科尔奈的OSM定位图

马利科尔奈的时区为UTC+01:00、UTC+02:00（夏令时）。

## 行政
马利科尔奈的邮政编码为36340，INSEE市镇编码为36111。

## 政治
马利科尔奈所属的省级选区为讷维圣塞皮尔克县。

## 人口

1962-2008年间马利科尔奈人口变化图示

马利科尔奈于2022年1月1日时的人口数量为189人。